# 小田凱人
小田 凱人（おだ ときと、2006年5月8日 - ）は、日本のプロ車いすテニス選手。愛知県一宮市出身。東海理化所属。

## 経歴・人物
愛知県一宮市出身。名前の由来となったのはフランスの凱旋門。小学校は地元の一宮市立瀬部小学校、中学校は一宮市立西成中学校を卒業。小学生の時はサッカー少年であり、プロサッカー選手を目指していたが9歳の時に左脚に骨肉腫を発症。左脚の股関節と大腿骨の一部を切除して人工関節に置き換える手術を受けた。このため車椅子生活となり、サッカー選手の夢を諦めることとなる。その後、2012年ロンドンパラリンピックの車いすテニス競技に出場する国枝慎吾を動画サイトで見た際、大きな感動を覚えたという。また、入院中に担当医師から「パラスポーツを始めてみてはどうだろうか」と勧められたこともあり、「車いすテニスに心を動かされた」として競技を始めることを決意。退院後に関係先を当たって練習場所を教えてもらい、本格的に車いすテニスに取り組み始めた。
2020年に18歳以下の世界一決定戦であるジュニアマスターズの国際大会「Cruyff Foundation Junior Masters」に14歳で出場してシングルスとダブルスで2冠。2021年には史上最年少で車いすテニスジュニア世界ランキング第1位となる。
2022年4月4日に東海理化と所属契約を結び、28日にはプロ転向を表明した。11月6日にはオランダで開催された車いすテニス年間王者決定戦のNECマスターズにてアルフィー・ヒューウェット（イギリス）を破り、史上最年少世界年間王者となった。
2023年1月に開催された全豪オープンでは準優勝となり、4月に開催された天皇盃ジャパンオープンで初優勝を果たす。4月28日に日本生命保険とスポンサー契約を結んだ。6月に開催された全仏オープンで優勝、グランドスラムを初制覇、17歳1ヵ月2日で制し史上最年少での世界ランク1位が確定した。7月、ウィンブルドンで初優勝し、グランドスラムを2大会連続で制覇した。
前年準優勝の雪辱を期して臨んだ2024年の全豪オープンでは、決勝戦で第1シードのアルフィー・ヒューウェット（イギリス）を相手に2-0（6-2, 6-4）で勝利し、大会初優勝を果たした。続く全仏オープンは、第3シードのグスタボ・フェルナンデス（アルゼンチン）を7―5、6―3で破り、大会連覇を達成した。
2024年には18歳でパリパラリンピックに初出場し、三木拓也と出場したダブルスでは、9月6日の決勝でイギリスペアに惜しくも敗れたものの銀メダルを獲得した。翌日の9月7日にはシングルス決勝にて、ダブルスで敗れたイギリスのアルフィー・ヒューウェットと対戦した。6-2、4-6とフルセットとなり、3セット目にゲームカウント3-5から相手にマッチポイントを一度握られるが凌ぎ切り、その後2ゲームを連取し6-5で逆転し3セット目を制して勝利し金メダルを獲得。同種目では、パラリンピック史上最年少での金メダル獲得となった。これで残すは全米オープンのみとなり、優勝すればキャリア・ゴールデンスラムを達成することになる。

## 主要大会獲得タイトル

### グランドスラム
略語の説明
| W | F | SF | QF | #R | RR | Q# | LQ | A | Z# | PO | G | S | B | NMS | P | NH |

W=優勝, F=準優勝, SF=ベスト4, QF=ベスト8, #R=#回戦敗退, RR=ラウンドロビン敗退, Q#=予選#回戦敗退, LQ=予選敗退, A=大会不参加, Z#=デビスカップ/BJKカップ地域ゾーン, PO=デビスカップ/BJKカッププレーオフ, G=オリンピック金メダル, S=オリンピック銀メダル, B=オリンピック銅メダル, NMS=マスターズシリーズから降格, P=開催延期, NH=開催なし.

### 男子シングルス
| 大会           | 2022 | 2023 | 2024 | 2025 |
| -------------- | ---- | ---- | ---- | ---- |
| 全豪オープン   | A    | F    | W    | F    |
| 全仏オープン   | SF   | W    | W    | W    |
| ウィンブルドン | QF   | W    | SF   | W    |
| 全米オープン   | QF   | 1R   | NH   |      |

### 男子ダブルス
| 大会           | 2022 | 2023 | 2024 | 2025 |
| -------------- | ---- | ---- | ---- | ---- |
| 全豪オープン   | A    | QF   | F    | SF   |
| 全仏オープン   | QF   | SF   | F    | F    |
| ウィンブルドン | SF   | F    | F    | SF   |
| 全米オープン   | SF   | F    | NH   |      |

## 受賞
- ITF車いすテニス・ジュニア・オブ・ザ・イヤー（2021年[21]）
- Forbes 30 UNDER 30 JAPAN ENTERTAINMENT&SPORTS部門（2023年[22]）
- 日本パラスポーツ賞大賞（2023年[23]）
- 中部スポーツ賞正賞（2023年[24]）
- 日本プロスポーツ大賞最高新人賞（2023年[25]）
- 紫綬褒章（2024年[26][27]）

## メディア出演

### CM
- 東海理化（2023年）[28]
- ほっともっと（2024年）[29][30]
- Google「Google Pixel」（2024年）[31][32]
- 日本生命 「Play,Support.『ぼくらの力』篇」（2024年）[33]